# Лідійський лад
Ліді́йський лад — один із давньогрецьких та середньовічних ладів. Названо відповідно до назви стародавньої країни в Малій Азії — Лідії, звідки, можливо, він і походив.

## Давньогрецька музика
В давньогрецькій системі лідійський лад розглядався як октавний, складений з двох лідійських тетрахордів. Будучи складеним з двох діатонічних тетрахордів лідійський лад був би ідентичним натуральному мажору і сучасною нотацією був би записаний як С D E F | G A H С. Складений з хроматичних тетрахордів, лідійський лад записаний як C D♯ E F | G A♯ H C, а з енармонічних — як C E E↑ F | G H H↑ C (знак «↑» позначає підвищення на чверть тону).
При переміщенні тетрахордів утворювалися похідні лади — гіполідійський лад: F | G A H C | (C) D E F, або гіперлідійський: G A H C | (C) D E F | G.

## Сучасна теорія музики
У сучасній теорії музики лідійським називається лад, що схожий на натуральний мажор, але відрізняється підвищеним четвертим ступенем, наприклад:
Лідійський лад можна зустріти в європейській музиці останніх століть, проте, як правило, фрагментарно. 
Як приклад застосування в класичній музиці можна навести третю частину з квартету № 15 op. 132 Л. Бетховена. 
У сучасній поп-музиці — відкриваюча тема мультсеріалу «Сімпсони» Д. Ельфмана.